# Myrmecodesmus hastatus
Myrmecodesmus hastatus är en mångfotingart som först beskrevs av Christoph D. Schubart 1945.  Myrmecodesmus hastatus ingår i släktet Myrmecodesmus och familjen fingerdubbelfotingar. Inga underarter finns listade i Catalogue of Life.